# Gabrielle Walcott
Gabrielle Walcott, née le 26 juin 1984 à Port-d'Espagne, a été élue Miss Trinité-et-Tobago Monde 2008 et Miss Trinité-et-Tobago Univers 2011. Elle a également été élue 2e dauphine au concours Miss Monde 2008.
Élue Miss World Caraïbes 2008 par le comité Miss Monde, elle est la troisième trinidadienne à recevoir le titre de Miss World Caraïbes après Valene Maharaj en 2007.

## Biographie

### Jeunesse et études
Gabrielle Walcott est née le 26 juin 1984 à Port-d'Espagne, à Trinité-et-Tobago. Elle est la fille aînée d'une fratrie de trois enfants, Heidi, Joshua et Sophie.
Elle a assisté à l'école primaire Sainte-Bernadette ainsi qu'à l'école secondaire des filles de la Providence. Elle entre à l'université des Indes occidentales en suivant des études continues. Plus tard, elle poursuit des études sur le jeu d'acteur et le théâtre au HB Studios à New York, aux États-Unis.

### Représentations à Trinité-et-Tobago et dans le monde
Gabrielle Walcott est élue et puis sacrée Miss Trinité-et-Tobago Monde 2008 à Port-d'Espagne le 17 février 2008 à 23 ans. Dans la même cérémonie, Anya Ayoung-Chee fut choisie comme Miss Trinité-et-Tobago Univers 2008 par les juges. Le jury du concours était composé du styliste Bobby Ackbaralli, de la maquilleuse Yvonne Popplewell, de l'animateur radio Dale Enoch, de la conceptrice de bijoux Jeniele McCarthy Sinanan, du journaliste Dominic Kallipersad et de Giselle Laronde, Miss Monde 1986.
Elle représente la Trinité-et-Tobago au concours Miss Monde 2008 où elle termine 2e dauphine. Le titre de Miss World Caraïbes lui fut attribué par l'organisation Miss Monde. Pour la 2e année consécutive, la Trinité-et-Tobago reçoit le titre et se classe dans le classement final du concours. Gabrielle Walcott a notamment gagné le prix de Beauty with a Purpose. Elle est la première trinidadienne à remporter ce prix.
Elle est couronnée Miss Trinité-et-Tobago Univers 2011 le 14 mai 2011 à 26 ans au O2 Park de Chaguaramas. Elle fut couronnée par Wendy Fitzwilliam, Miss Univers 1998. Elle représente de nouveau son pays au concours Miss Univers 2011 à São Paulo, au Brésil. Elle ne décroche aucune place en demi-finale. Elle devient tout de même 3e dauphine dans le concours du meilleur costume national.

#### Parcours
- Miss Trinité-et-Tobago Monde 2008 à Port-d'Espagne.
- 2e dauphine au concours Miss Monde 2008 à Johannesburg, en Afrique du Sud.
- Miss Trinité-et-Tobago Univers 2011 au O2 Park de Chaguaramas

### Vie privée
Gabrielle Walcott épouse le 15 juin 2013 le pilote de bateaux à moteur Lee Andre Phillip Pollonais à l'Église catholique romaine Saint-Pierre à Pointe-à-Pierre, à Trinité-et-Tobago.

## Filmographie
- 2006 : Backlash de David Chameides : Serveuse
- 2010 : Limbo de Maria Sødahl

## Clips musicaux
- 2004 : Tempted to Touch de Rupee
- 2005 : Wanna Love You Girl de Robin Thicke